# Đao

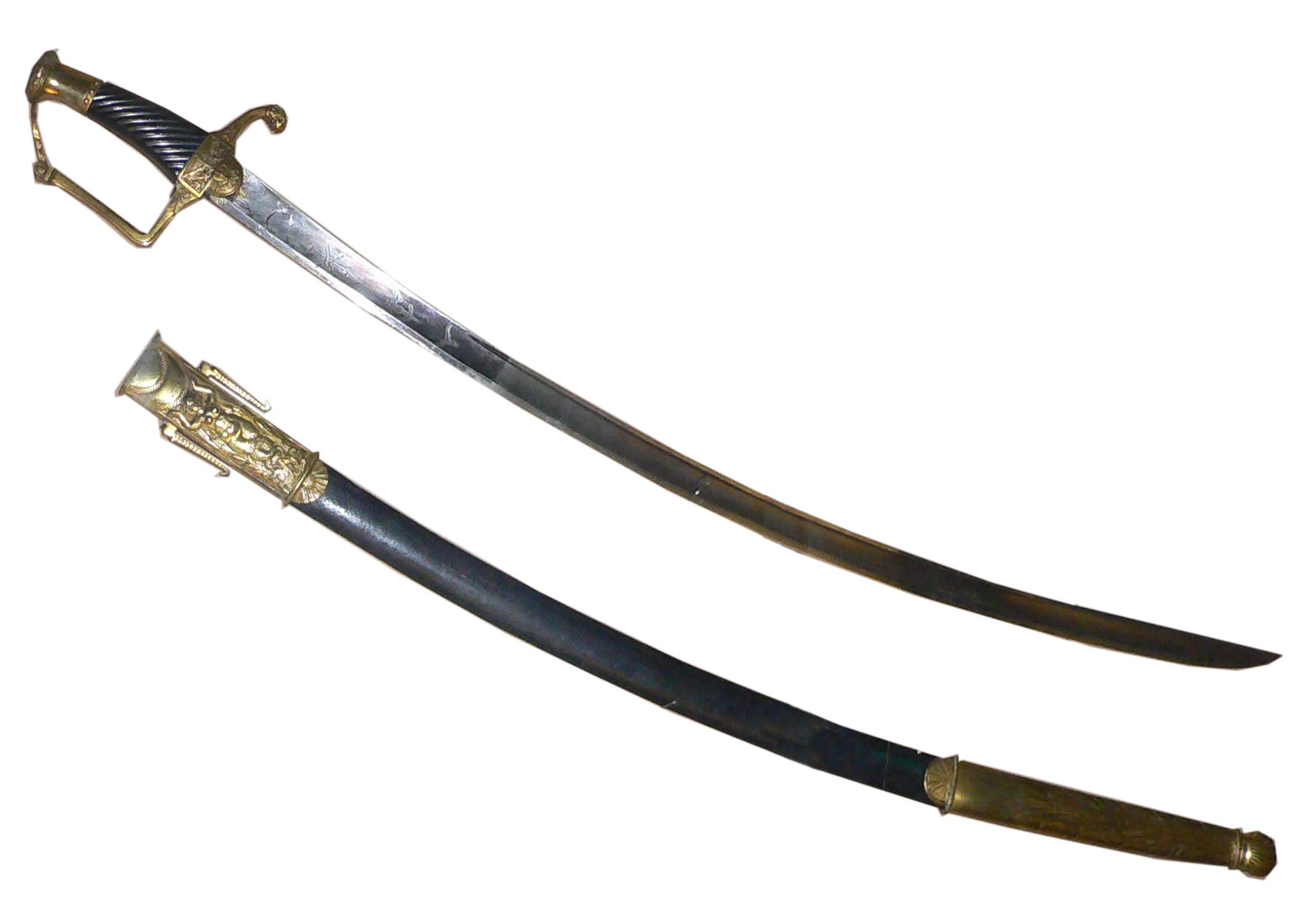
Thanh đao được sĩ quan hải quân Pháp sử dụng vào thế kỷ 19.

Đao (chữ Hán: 刀) là một loại vũ khí lạnh, dùng để chỉ một thanh gươm chỉ có lưỡi ở một bên. Được gọi là Single-edged sword trong tiếng Anh.

## Những loại đao phổ biến
- Dao (Đao Trung Quốc)
- Katana (Nhật Bản Đao)
- Sabre
- Backsword
- Dha (sword)
- Falchion